# Даолио, Серена
Серена Даолио (итал. Serena Daolio; род. 21 июня 1972, Карпи) — итальянская певица (сопрано).
После окончания под руководством Донателлы Саккарди Консерватории имени Арриго Бойто в Парме она совершенствовала своё мастерство у Вирджинии Дзеани, получила премию Консерватории г. Чезена, завоевала первые места на конкурсах имени Мазини и Дзандонаи, а затем на 42-м Международном конкурсе имени Франсиско Виньяса в Барселоне (2005); кроме того, в 2004 году певице вручил собственную премию известный итальянский певец Ренато Брузон.
Удостоена таких наград как: Награда Альберто Пио III,  Премия Мелвина Джонса,премия Карло Альберто ,Первый Премия Francisco Vinas, Приз Доменико Данзусо, премия Zandonai,
В 2001 году она впервые выступала в театре Бончи Чезена в роли Виолетты  в " Травиате”
В 2002 году впервые выступила на сцене «Ла Скала» в партии Дианы («Ифигения в Авлиде» Глюка). Из дальнейших постановок с участием Даолио наибольший интерес вызвало её участие в «Паяцах» Леонкавалло в мадридском Королевском театре (2007, дирижёр Джанкарло дель Монако). Признание критики получила запись оперы Умберто Джордано «Марчелла» с Даолио в заглавной партии.